# Idioma croata
El idioma croata o dialecto croata es una variante estándar del Idioma serbocroata. La división es en parte similar a la existente entre el español de España y el de Latinoamérica, si bien las diferencias dentro del ámbito lingüístico del español son mayores que las del croata y el serbio. El croata y las otras así llamadas variedades del serbocroata se diferencian en pequeñas cosas (uso de palabras, gramática); sin embargo, son equivalentes y mutuamente inteligibles. El croata es hablado principalmente en Croacia, en donde es oficial, así como en las zonas de Bosnia y Herzegovina, Eslovenia, Serbia, Macedonia del Norte, Montenegro y Kosovo habitadas por croatas.
Es, asimismo, la lengua nativa hablada por la diáspora croata, que se encuentra diseminada mayormente en países como Alemania, Rumania, Canadá, Eslovaquia, Australia, Estados Unidos y en América del Sur (principalmente en Argentina y Chile), donde hay amplias concentraciones de croatas nativos o descendientes de croatas que aún mantienen sus costumbres, como el idioma.

## Historia

### Desarrollo temprano

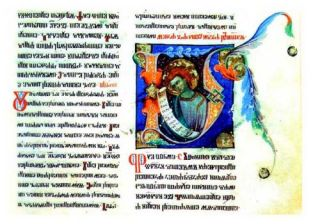
Misal del Príncipe Novak.

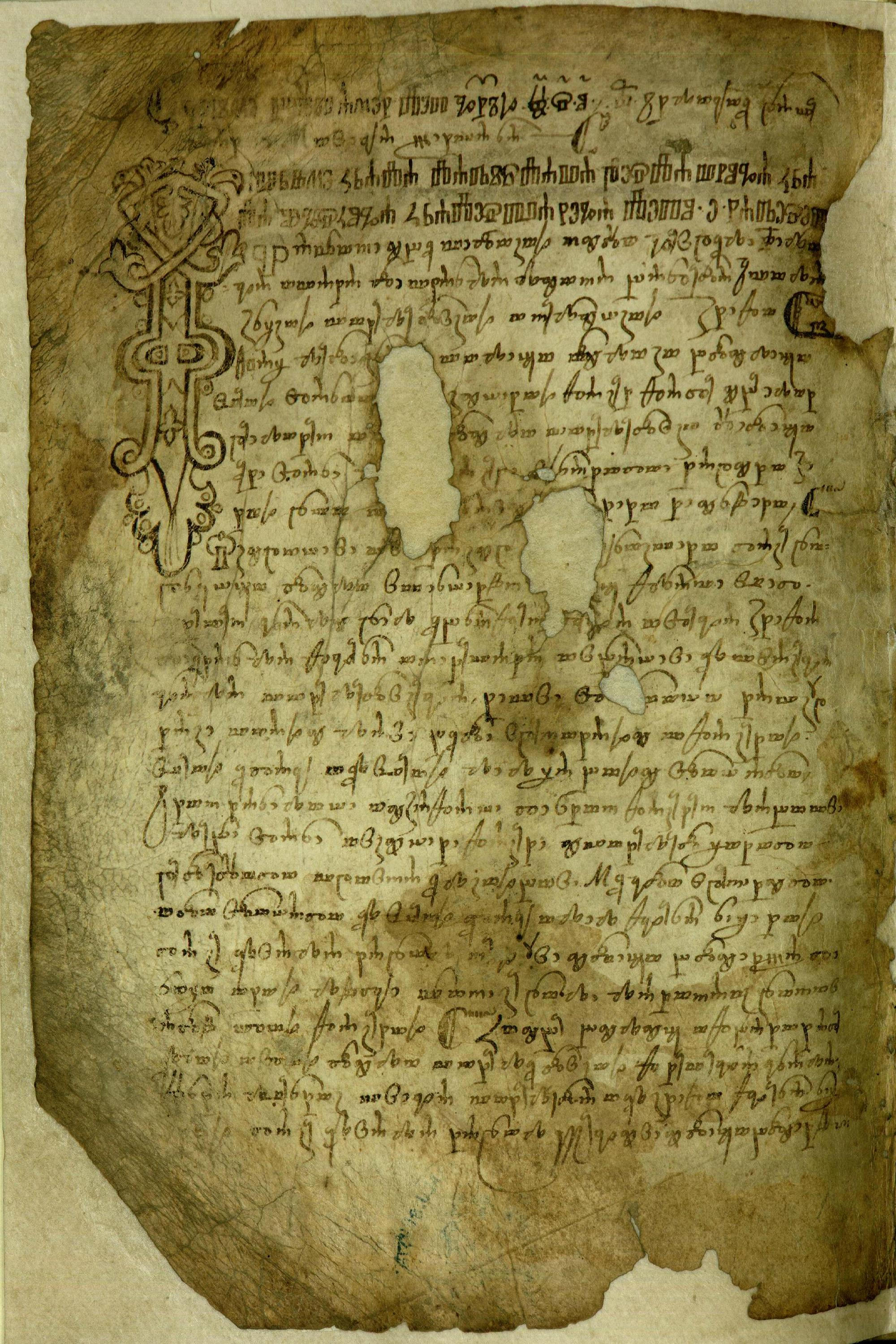
El Código de Vinodol.

Los comienzos de la lengua escrita se pueden remontar al siglo IX, cuando el antiguo eslavo eclesiástico fue adoptado como idioma litúrgico. Más tarde comenzó a ser usado para finalidades seglares y llegó a ser conocido como versión croata del antiguo eslavo. Las dos variantes; litúrgico y seglar, continuaron en uso hasta a mediados del siglo IX; escritos en el alfabeto conocido como glagolítico. Hasta finales del siglo XI, los textos medievales croatas eran escritos de tres maneras: latina, glagolítica, y cirílica croata (arvatica, poljičica, bosančica), y también en tres idiomas: croata eslavo, latino y antiguo eslavo. El último, desarrollado en lo que se refiere como la variante croata de la iglesia eslava entre los siglos XII y XVI.
El documento antiguo más importante de instrucción croata es la Tabla de Baška, de finales del siglo XI.
Es una gran tabla de piedra encontrada en la pequeña iglesia de Santa Lucía en la isla croata de Krk, conteniendo el texto escrito en chakavski (hoy un dialecto del croata) y en escritura croata glagolítica. Hoy en día, existe gran cantidad de monumentos en piedra o escritos en glagolítico, y también son considerados importantes en la historia de la nación; ya que mencionan a Zvonimir, en ese entonces rey de Croacia.
Sin embargo, los textos representativos lujosos y adornados de la iglesia croata eslava pertenecen a los siglos XIII y XIV, cuando coexistieron con la literatura vernácula croata. Son el Misal del Príncipe Novak; de Istria (1368), el Evangelio de Reims (1395), que recibió su nombre de la ciudad donde llegó finalmente), el Misal del Duque Hrvoje de Bosnia y la Fractura en Dalmatia (1404), el primer libro impreso en la lengua croata (1483).
También, durante el siglo XIII comenzaron a aparecer textos políticos y diplomáticos. Los más importantes son: Delimitación de Istria (Istarski Razvod), de 1275 y El Código de Vinodol de 1288, ambos en el dialecto chakavski. La literatura del dialecto de Shtokavski, basada en los textos originales chakavski de procedencia religiosa (misales, breviarios, libros de rezo) aparecieron casi un siglo más adelante. El texto vernáculo más importante en shtokavski es el libro croata del rezo de Vaticano (c. 1400).
Tanto la lengua usada en textos legales como la usada en la literatura glagolítica cayeron gradualmente bajo influencia del vernáculo, que afectó considerablemente sus sistemas fonológico, morfológico y léxico. De las canciones seculares y religiosas de los siglos XIV y XV, en los festivales de la iglesia fueron compuestos en el vernáculo. Los escritores de la poesía religiosa croata temprana (začinjavci), los traductores y los redactores introdujeron gradualmente el vernáculo en sus trabajos. Este el začinjavci era los precursores de la producción literaria rica de los siglos XV y XVI. La lengua de poemas, de traducciones, del milagro y de los juegos religiosos de la moralidad contribuyó al carácter popular de la literatura croata medieval.

### Lengua y estandarización modernas
Aunque los primeros textos puramente vernáculos en un croata diferente de la iglesia eslava datan del siglo XIII, es en los siglos XIV y XV cuando emergió la lengua croata moderna (registrado en textos como libro croata del rezo del Vaticano a partir de 1400) en la forma (morfología, fonología y sintaxis) que se diferencia solamente levemente de lengua de estándar croata contemporánea.
En la traducción de la Biblia del manuscrito de Bartolomeo Kašić, la estandarización de la lengua croata se puede remontar de nuevo al primer diccionario illirio (Fausto Verancio: Linguarum-Latinae de Europae del nobilissimarum del quinque de Dictionarium, Italicae, Germanicae, Dalmatiae et Ungaricae, Venecia 1595) y la primera gramática croata (Bartolomeo Kašić: Dúo del libri de los illyricae de las lenguas de Institutionum, Roma 1604).
La lengua de la traducción de Kašić del Jesuit de la biblia (Antiguo y Nuevo testamento, 1622-1636; inédito hasta 2000) en el dialecto shtokavo-ijekavo (el estilo adornado de la literatura del renacimiento de la República de Ragusa) está tan cerca de la lengua estándar contemporánea (ortografía aparte), ya que los lingüistas del siglo XIX tomaron a la gran República como modelo para estandarizar dicho idioma.
Este período, a veces llamado “Eslavismo barroco” fue crucial en la formación del idioma literario que le dio la fuerza para convertirse en el florecimiento y testigo de un nacionalismo croata adormecido por siglos, así como en el referente estándar croata de la lengua, y reconocido en más de tres estudios como uno de los precursores que ayudaron a formar al idioma croata moderno. Uno de los trabajos lingüísticos de más transcendencia fue el de los filólogos jesuitas Bartolomeo Kašić y Giacomo Micaglia; la otra actividad literaria enérgica fue la del fraile franciscano de origen bosnio Mateo Divković, que hizo la traducción de las escrituras de la Reforma de Contador (cuentos populares de la Biblia, los sermones y las polémicas), y que en sus adaptaciones contenían extensos pasajes en croata, en bosnio, y a su vez contando con gran adaptación en los anteriores estados, aparte de Herzegovina y Croacia; y, pasado pero no lo menos, en la poesía estéticamente refinada de Ivan Gundulić (de República de Ragusa).
Este «triple logro» del eslavismo barroco por la primera mitad del siglo XVII dio la piedra de fundación sobre la cual se erigió de manera definitiva el resurgimiento de un movimiento ilírico, que luego terminó en el trabajo de la estandarización de la lengua.

### La primera tentativa estándar
En últimas épocas medievales hasta el siglo XVII, la parte principal de Croacia semi-autónoma fue gobernada por dos dinastías domésticas de los príncipes (bani), Zrinski y Frankopan, que fueron ligados por la interunión.
Hacia el siglo XVII los dos procuraron unificar a Croacia también en el nivel cultural y lingual, y con la gran previsión seleccionaron como su lengua oficial el dialecto transitorio de Ikavski-Kaikavski, este era un intermedio malo aceptable entre todos los dialectos croatas principales (Chakavski, Kaikavski e Ikavski-Shtokavski); se utiliza hasta ahora en el norte de Istra, y en los valles de los ríos de Kupa, de Mrežnica y de Sutla, y esporádico a otras partes en Croacia central también.
Esta forma estandarizada entonces se convirtió en la lengua cultivada de la élite de la administración y de intelectuales de la península de Istra a lo largo de la costa croata, a través del Croacia central para arriba en los valles norteños del Drava y del Mura.
El apogeo cultural de este estándar unificado en el siglo XVII es representado por las ediciones “del sirena del mora de Adrianskog” (Syren del Mar Adriático) y del “tovaruš de Putni” (acompañamiento que viaja), estos que están en el plano cultural más alto de Europa contemporánea.
Sin embargo, este primer renacimiento lingüístico en Croacia fue detenido por la ejecución política de ambas dinastías por el emperador romano santo en Viena en 1671.
Entonces, la élite croata en el siglo XVIII abandonó gradualmente este estándar croata combinado, y después de una iniciativa austríaca (Viena, 1850), substituida les por el uniforme neo-estokaviano.

### El período ilírico
Pero, debido a la situación lingüística del croata único, el formar formal de la lengua de estándar croata era un proceso que tomó casi cuatro siglos para terminar: El croata es una lengüeta de tres dialectos (una manera algo simplista de distinguir entre los dialectos es referir al pronombre qué, que es ča, kaj, što adentro, respectivamente, čakavian, kajkavian y los dialectos štokavian) y escritura cirílica y latina glagolítica de la lengua de tres escrituras (croata/occidental/bosnio, con la escritura latina como el último ganador).
El obstáculo final a la lengua literaria croata unificada (basada en Troubadour croata vernáculo celebrado, renacimiento y Barroco—literatura de las siglas TRB) (desde c. 1490 a c. 1670) de Dalmacia, República de Ragusa y Boka Kotorska fueron superados por la estandarización de Ljudevit Gaj nacional del despertar croata de la norma escrita latina entre los años 1830 y 1850.
Gaj y su movimiento ilírico (centrados en Zagreb, capital de Croacia, de discurso kajkavian) eran, sin embargo, más político que lingüístico.
“Eligieron” dialecto štokavian porque no tenían ninguna otra opción-štokavian realista, o, más exacto, neoštokavian (una versión de štokavian que emergió en los siglos XV y XVI) estaba la lengua literaria croata principal del siglo XVII.
La preocupación principal de los lingüistas del siglo XIX era alcanzar una norma y una ortografía estándar y unificadas; un esfuerzo siguió por las características lingüísticas croatas peculiares que se pueden describir como “pasión para los neologismos” o la invención vigorosa de la palabra, originando de la naturaleza uristat de la lengua literaria croata.
Una de las particularidades de la “trayectoria de desarrollo” de la lengua croata es que no hay figura elevada entre los lingüistas/los filólogos croatas, porque la lengua vernácula infiltrada osmóticamente en la “alta cultura” vía trabajos literarios tan allí no era ninguna necesidad de las reformas lingüísticas revolucionarias son suficientes.

### Conexión serbia
El desarrollo de la lengua en el siglo XIX se superpuso a las agitaciones que acontecieron en la lengua serbia.
Fue el reformador Vuk Karadžić, que creó una lengua serbia enérgica e inventiva y que el estilanización y ortográfica del idioma popular lingüístico serbio hizo una rotura radical con el pasado; hasta su actividad por la primera mitad del siglo XIX, los serbios habían estado utilizando la variante serbia de la iglesia eslava y de una lengua Ruso-Eslava híbrida.
Su “diccionario serbio”, publicado en Viena 1818 (junto con la gramática añadida), era el solo trabajo más significativo de la cultura literaria serbia que formó el perfil de la lengua serbia (y, el primer diccionario y gramática serbios hasta el momento).
Después del incentivo de la burocracia austríaca que prefirió una cierta clase de idiomas croatas y serbias unificadas por razones administrativas prácticas, en 1850, el franco esloveno Miklošič del filólogo iniciaron una reunión de dos filólogos y escritores serbios, Vuk Karadžić y Đuro Daničić junto con cinco “hombres croatas de letras”: Ivan Mažuranić, Demetrio Demetar, Stjepan Pejaković, Ivan Kukuljević y Vinko Pacel. El acuerdo de Viena en las características básicas de un “croata o un serbio unificado” o lengua “serbocroata” fue firmado por los ocho participantes (Miklošič incluyendo).
La influencia de Karadžić en idioma estándar croata fue significativa, filólogos y lingüistas de Dubrovnik como Pero Budmani, Josip Cobenzl, Milan Resetar, tomaron las reformas vukonianas y las traspasaron a las aulas de las escuelas, sobre todo en algunos aspectos de la gramática y de la ortografía; muchos otros cambios de Karadžić fueron adquiridos por el croata, hasta el día de hoy.
Ambas idiomas compartieron la base común del dialecto neo-shtokavo de los eslavos del sur, pero el acuerdo de Viena no tenía ningún efecto en realidad hasta que un estándar unificado apareció en el final del siglo XIX en que los simpatizantes croatas de Vuk Karadžić, conocidos como el croata Vukovitas, escribió las primeras (de la posición ventajosa de la escuela lingüística dominante de la neo-gramática) gramáticas, ortografías y diccionarios modernos de la lengua que llamaron serbo-croata (el profesor Pero Budmani de Dubrovnik fue el primero en denominarla serbo-croata).
La gramática monumental sida autor por el lingüista croata preeminente Tomislav Maretić de fin de siècle (gramática y estilística de la lengua croata o serbia) y el diccionario por Broz e Iveković (diccionario croata) fijó temporalmente (gramatical, sintáctica y léxicamente) el estándar elástico de esta lengua híbrida.

### La relación con el bosnio y el montenegrino
El establecimiento del estado yugoslavo fue un acontecimiento importante en la historia del croata.
El Reino de los Serbios, Croatas y Eslovenos (1918-1929) duró hasta el enero de 1929, cuando pasó a llamarse Reino de Yugoslavia (1929-1941), que intentó utilizar una lengua común en el conjunto de la ideología yugoslava supranacional.
Esto significó que el croata y el serbio no fueron desarrollados individualmente, sino que había una tentativa de forjar una lengua a partir de los dos.
Los serbios eran el grupo étnico en gran medida más grande del reino y la forja resultante era una lengua basada en el serbio, lo que significó la serbianiación de la lengua "mixta".
En los años 20 y los años 30, las características léxicas, sintácticas, ortográficas y morfológicas del serbio fueron prescritas oficialmente para los libros de textos croatas y la comunicación general.
Este proceso de la “unificación” en una lengua serbocroata fue preferido por los lingüistas croatas del neo-grammarian, el ejemplo más notable que era el influyente filólogo y traductor Tomislav Maretić.
Sin embargo, esta escuela estaba virtualmente extinta a finales de los años 1920 y los lingüistas croatas más influyentes desde entonces (tales como Petar Skok, Stjepan Ivšić y Petar Guberina) eran unánimes en la reafirmación del croata como lengua separada. Durante la creación de la Banovina de Croacia dentro de Yugoslavia en 1939, las cosas comenzaron a cambiar.
La situación se facilitada durante la Segunda Guerra Mundial, con la capitulación de Yugoslavia y la creación del Estado Independiente de Croacia (1941-1945), cuando el caudillo fascista Ante Pavelić intentó reimponer una ortografía morfológica más antigua, que precedía las prescripciones ortográficas de Ivan Broz a partir de 1892.
Una orden oficial firmada por Pavelić y cofirmada por Mile Budak y Milovan Žanić desaprobó todas las palabras importadas y prohibió en agosto de 1941 el uso de cualquier palabra extranjera que se pudiera substituir por neologismos croatas.
No asombrosamente, no se publicaron ni diccionarios croatas ni gramáticas croatas en este período.
En el período comunista (1945 a 1990), era el subproducto del centralismo y del “internacionalismo comunistas”.
Lo que las intenciones, el resultado era el mismo: la supresión de las características básicas que distinguen croata del serbio, en términos de ortografía y vocabulario.
Ningún diccionario croata (aparte del “croata o el serbio histórico”, concebido en el siglo XIX) apareció hasta 1985, cuando el centralismo estaba en decadencia.
En RFS Yugoslavia, la lengua serbia y la terminología eran las del “funcionario” en algunas áreas: los militares, la diplomacia, las instituciones yugoslavas federales (varios institutos y centros de investigación), los medios del estado, y la jurisprudencia en el nivel federal.
También, la lengua en Bosnia y Herzegovina fue gradualmente "serbizada" en todos los niveles del sistema educativo y de la administración de la república. La única institución que dio importancia a la lengua croata, fue virtualmente el Instituto Lexicográfico de Zagreb, dirigida por el escritor croata Miroslav Krleža. Esta política lingüística unitaria fue animada por el estado.
A pesar de la declaración de intención del AVNOJ (el Consejo de Antifascistas para la Liberación Nacional de Yugoslavia) en 1944, que proclamó la igualdad de todas los idiomas de Yugoslavia (esloveno, croata, serbio y macedonio), en la práctica todo se había inducido hacia la supremacía de la lengua serbia. Esto fue hecho bajo pretexto del “enriquecimiento mutuo” y de la “unidad”, esperando que la fase transitoria de la vida relativamente pacífica entre la gente en Yugoslavia llevaría eventual a una de fusión en la nación yugoslava supranacional y, proporcionaría indiscutiblemente a una firme Serbianizacion.
Sin embargo, esta “ingeniería supranacional” fue condenada discutible desde el principio. Las naciones que formaron el estado yugoslavo fueron formadas mucho antes su existencia y toda la unificación ejerce presión sobre solamente las relaciones interétnicas/nacionales envenenadas y exacerbadas, haciendo el estado llegar a ser simplemente efímero.
El solo esfuerzo más importante gobernando las élites comunistas yugoslavas para borrar las “diferencias” entre el croata y el serbio - e imponer en la práctica la lengua serbia de Ekavian, escrita en la escritura latina, como la lengua “oficial” de Yugoslavia - era el “acuerdo supuesto de Novi Sad”. En 1954, 25 de los más influyentes filólogos serbios, croatas, y montenegrinos firmaron el acuerdo de Novi Sad.
Una ortografía común del serbocroata o del “croataserbio” fue compilada en una atmósfera de la represión y del miedo del estado. Había 18 serbios y 7 croatas en Novi Sad.
El “acuerdo” fue considerado por los croatas como derrota para el patrimonio cultural croata. Según el lingüista croata eminente Ljudevit Jonke, fue impuesto ante los croatas. Las conclusiones fueron formuladas según las metas que habían sido fijadas de antemano, y la discusión no tenía ningún papel importante. En más que una década que siguió, los principios del acuerdo de Novi Sad fueron puestos en práctica. Una reacción croata colectiva contra tal imposición serbia de hecho entró en erupción el 15 de marzo de 1967.
En ese día, diecinueve instituciones de estudiante croatas y las organizaciones culturales que se ocupaban de lengua y la literatura (las universidades croatas y las academias), incluyendo los primeros escritores y lingüistas croatas (Miroslav Krleža, Radoslav Katičić, Dalibor Brozović y Tomislav Ladan entre ellos) publicaron la “declaración referente al nombre y el estado de la lengua literaria croata”.
En la declaración, pidieron la enmienda a la constitución que expresaba dos demandas:
- La igualdad de los cuatro idiomas literarios, esloveno, croata, serbio y macedonio, y por lo tanto, la publicación de todas las leyes federales y otros actos federales en cuatro en vez de tres idiomas.
- El uso y denominación de la lengua estándar usada por los croatas en escuelas y en todos los medios de la comunicación, así como en los asuntos referentes a la república de Croacia.

La declaración acusa a las autoridades federales de Belgrado de imponer el serbio como la lengua oficial del estado y de hacer retroceder al croata a nivel de un dialecto local. A pesar de que la “declaración” fue condenada por autoridades comunistas yugoslavas como un arrebato del “nacionalismo croata”, la unificación forzada serbocroata fue detenida esencialmente, y un nuevo statu quo permaneció hasta el final del comunismo.
En la década entre la muerte del mariscal Tito (los 1980) y tras la finalización del comunismo, así como dentro del marco de la disolución del estado yugoslavo (1990/1991), los trabajos del hasta entonces jefe único y comandante no pudieron suprimir las culturas y costumbres lingüísticas de todas las variantes del serbo-croata que se creía habían desaparecido. Los estudios de los lingüistas croatas Brozović, Katičić y Babić; que habían estado circulando entre especialistas de forma subrepticia, o que eran impresos a la luz de la ilegalidad, dichas publicaciones filológicas constituían la base de la actual fonética y textología para la escisión del croata actual.
Entre muchas de las monografías y estudios científicos seriamente realizados, se pueden señalar los trabajos llevados a cabo por la academia croata de las ciencias y de los artes, en pos del área encargada de la lingüística y particularmente de la sintaxis, encomendada a los profesores Katičić y Babić. Estas fueron realizadas entre los años sesenta y setenta, y posterior a su conocimiento fueron prohibidos antes de su aparición, y por ende suprimidos de todas formas concebibles por las autoridades yugoslavas, dentro del supuesto clima de autoritarismo.
Estos trabajos, basados en los estudios y trabajos de campo, más las diversas teorías modernas conocidas de forma subrepticia (tanto en lingüística como en fonología de las estructuración, la lingüística, grafología y la lexicología comparativa e histórica, gramática transformacional y lingüística regional) revisaron o desecharon las más viejas "historias de la lengua", y restauraron la independencia de la lengua croata definitivamente, reintegrando y reafirmando las características que se reivindicaron como específicamente croatas (en sus aspectos fonético, morfológico, sintáctico, léxico, entre otros), que había sido suprimidos constantemente en el estado yugoslavo, y que finalmente dieron la descripción y la prescripción lingüística modernas a la lengua croata.
Después de que el comunismo desapareciera y tras la independencia croata (1991), la situación con respecto a la lengua croata se estabilizó. La publicación de dichos estudios hacía un "divorcio formal" de la variante croata del serbo-croata, e inclusive terminaba el discurrir lingüístico común entre dichas lenguas, desviándose del invariable curso común propugnado por Tito, y anunciaba la muerte finalmente del sistema serbocroata en uso hasta entonces. Dichos estudios tuvieron finalmente la posibilidad de ser publicados para ser estudiados posteriormente dentro de la nación croata actual.
No más debajo de las presiones políticas negativas y de imposiciones de descroatización, los lingüistas croatas ampliaron el trabajo sobre varios programas ambiciosos e intensificaron sus estudios en áreas dominantes actuales de la lingüística: lingüística matemática y de la recopilación, sicolingüística, adquisición de la lengua y lexicografía histórica.
A partir de 1991 encendido, los trabajos lingüísticos croatas representativos numerosos fueron publicados, entre ellos cuatro diccionarios monolingües voluminosos de croata contemporáneo, los varios diccionarios especializados y los manuales normativos (la mayoría del representante que es la aplicación el instituto para la lengua croata y la lingüística).
Para una persona presente curiosa, la característica de lengua más sensible de la sociedad croata era probablemente la recroatización del croata en todas las áreas, de la fonética a la semántica y (lo más evidentemente posible) en vocabulario diario. Las ambiciones políticas desempeñaron un papel dominante en la creación de la lengua serbocroata. Asimismo, las políticas eran otra vez un agente crucial en disolver los intentos por una lengua unificada.

#### Después de laseparación
Hasta la desintegración de Yugoslavia en 1991 se consideró que el croata formaba, junto con el serbio y el bosnio, una de las variedades del idioma serbocroata.
Tras la desintegración de Yugoslavia y el cese de la aplicación de los acuerdos lingüísticos entre Croacia y Serbia se viene insistiendo mucho, sobre todo del lado croata, en la separación de los tres idiomas. El mayor punto de acuerdo que se puede alcanzar en este sentido es el de admitir que el serbio y croata (junto con el bosnio) forman parte del diasistema eslavo centro-meridional.
El término serbocroata se utilizó durante la mayor parte del siglo XX para referirse al idioma común de croatas y serbios. Dicha denominación se usó desde 1921 hasta la Guerra de la ex Yugoslavia a principios de los años noventa, de modo genérico para los dialectos hablados por serbios, croatas, bosnios y montenegrinos.
Con la separación de Yugoslavia y la aparición de los nuevos estados, el término “serbocroata” cayó en desuso, excepto en el ámbito de la lingüística. Hoy en día, la denominación de dicho idioma es una cuestión polémica, en la que tienen mucho que ver la historia y la política.

## Dialectos
El idioma croata se subdivide a su vez en tres dialectos: Čakavski, Štokavski y Kajkavski. El čakavski es hablado en Istria, el golfo de Kvarner (Quarnero), el litoral de Dalmacia y en algunas regiones del centro de Croacia. El štokavski se habla principalmente en Dalmacia y Eslavonia, y por último, el kajkavski es hablado en el norte y noroeste de Croacia; siendo el primero el considerado más prestigioso y más hablado. La lengua croata también es hablada en Bosnia-Herzegovina, donde constituye constitucionalmente una de sus comunidades nacionales.
- Chakaviano (Čakavski)
- Estocavo (Štokavski)
- Kaikaviano (Kajkavski)

Otra clasificación divide el idioma croata en cuatro variantes principales: la ikavski, ekavski, ijekavski y la jekavski.
No se trata propiamente de dialectos, sino de variantes en relación con la evolución de la vocal protoeslava jat.
Ejemplos:
Ikavski: divojka, zvizda, misto, razumit, rika, dil
Ijekavski: djevojka, zvijezda, mjesto, razumjeti, dijel/dijeo

## Pronunciación
La mayoría de los fonemas del croata tienen correspondencia en español. Sin embargo existen algunos fonemas que no están presentes en castellano (si bien en su mayoría son conocidos a través de otros idiomas). Estos sonidos están representados por las letras: c, z, š, ž, đ y dž.

## Vocales
- A, a: [a]
- E, e: [e]
- I, i: [i]
- O, o: [o]
- U, u: [u]

En este idioma, también es gramáticamente correcto de afirmar que el uso de la letra R puede estar considerada como una vocal algunas veces.

## Consonantes
El idioma croata consta de 25 consonantes:
- B, b: [b]
- C, c: [ts] como la "z" en zwei (alemán).
- Č, č: [ʧ] Como la "ch" del español.
- Ć, ć: [ʨ] No tiene equivalente en español, pero se asemeja a la "tsh".
- D, d: [d]
- DŽ, dž: [ʤ] como "j" en judge (inglés), pero la lengua va al paladar.
- Đ, đ: [ʥ] como "j" en judge (inglés), pero la lengua va detrás de los incisivos centrales superiores.
- F, f: [f]
- G, g: [g] se pronuncia como la g en las palabras. Ejemplos: gobernar, grabar.
- H, h: [x] como la "j" del español.
- J, j: [j] se pronuncia como la semiconsonante "y".
- K, k: [k]
- L, l: [l]
- LJ lj: [ʎ] como la "ll" de los dialectos no yeístas, más claramente, como la combinación fonética "gli" en sbagliare (italiano).
- M, m: [m]
- N, n: [n]
- NJ nj: [ɲ] como la "ñ".
- P, p: [p]
- R, r: [ɾ] como la "r" suave de "lámpara" o "mirar". En ocasiones se utiliza como una vocal.
- S, s: [s]
- Š, š: [ʃ] como la "sh" inglesa.
- T, t: [t]
- V, v: [ʋ] como la mezcla entre v + u.
- Z, z: [z] como la z inglesa, acercando los dientes superiores e inferiores y colocando la lengua detrás, por ejemplo, "zero" o "zebra".
- Ž, ž: [ʒ] como la j francesa, similar a la "y" del español rioplatense, o "zh" utilizada en el idioma inglés, por ejemplo, "genre".
- i+e=i(j)e.
- r+r=ŕ.

## Gramática
En el croata existen siete casos gramaticales: nominativo, genitivo, dativo, acusativo, vocativo, locativo e instrumental.
Como en el resto de idiomas eslavos con sistema de casos, los adjetivos se declinan de forma ligeramente distinta a los sustantivos.
Se distinguen tres géneros gramaticales: masculino, femenino y neutro.
Dentro del género masculino, se establece una distinción entre animado y no animado.
Hay dos números gramaticales: singular y plural.

## Vocabulario básico
- Croata: Hrvatski (el idioma); hrvat/hrvatica (una persona).
- Hola: Bok o Bog
- Hasta la vista: Doviđenja
- Gracias: Hvala
- Por favor: Molim
- ¿Cómo estás?: Kako si?
- ¿Cómo está?: Kako ste?
- Bien: Dobro
- Sí: Da
- No: Ne
- Entiendo: Razumijem
- No entiendo: Ne razumijem
- ¿Qué hora es?: Koliko je sati?